# Edificio Leopoldo Daza
El Edificio Leopoldo Daza o Casa Daza es un edificio modernista de Madrid (España) situado en la esquina de la calle del Príncipe de Vergara con la calle Jorge Juan (Distrito de Salamanca). Se construyó entre 1912 y 1918 y es obra de Jesús Carrasco-Muñoz y Encina, autor del famoso Hotel Reina Victoria de la Plaza de Santa Ana.

## Descripción
Este edificio de principios del siglo XX es un buen ejemplo de la libertad compositiva y ornamental de Carrasco-Muñoz. Destacan las formas triangulares, muy escasas en la arquitectura de la época. El conjunto en sí mismo es una mezcla de medievalismo y regionalismo pero renovado, contemporáneo, muy en la línea del modernismo catalán. Es destacable su juego de volúmenes adelantados y retranqueados, así como el mirador triangular de la esquina. Las galerías porticadas, los templetes con arcos ojivales, los garitos de inspiración militar y el remate en aguja se combinan y superponen.
También resultan curiosas las decoraciones y revestimientos con azulejos que recuerdan al trencadís que difundió Antoni Gaudí.